# La Justice

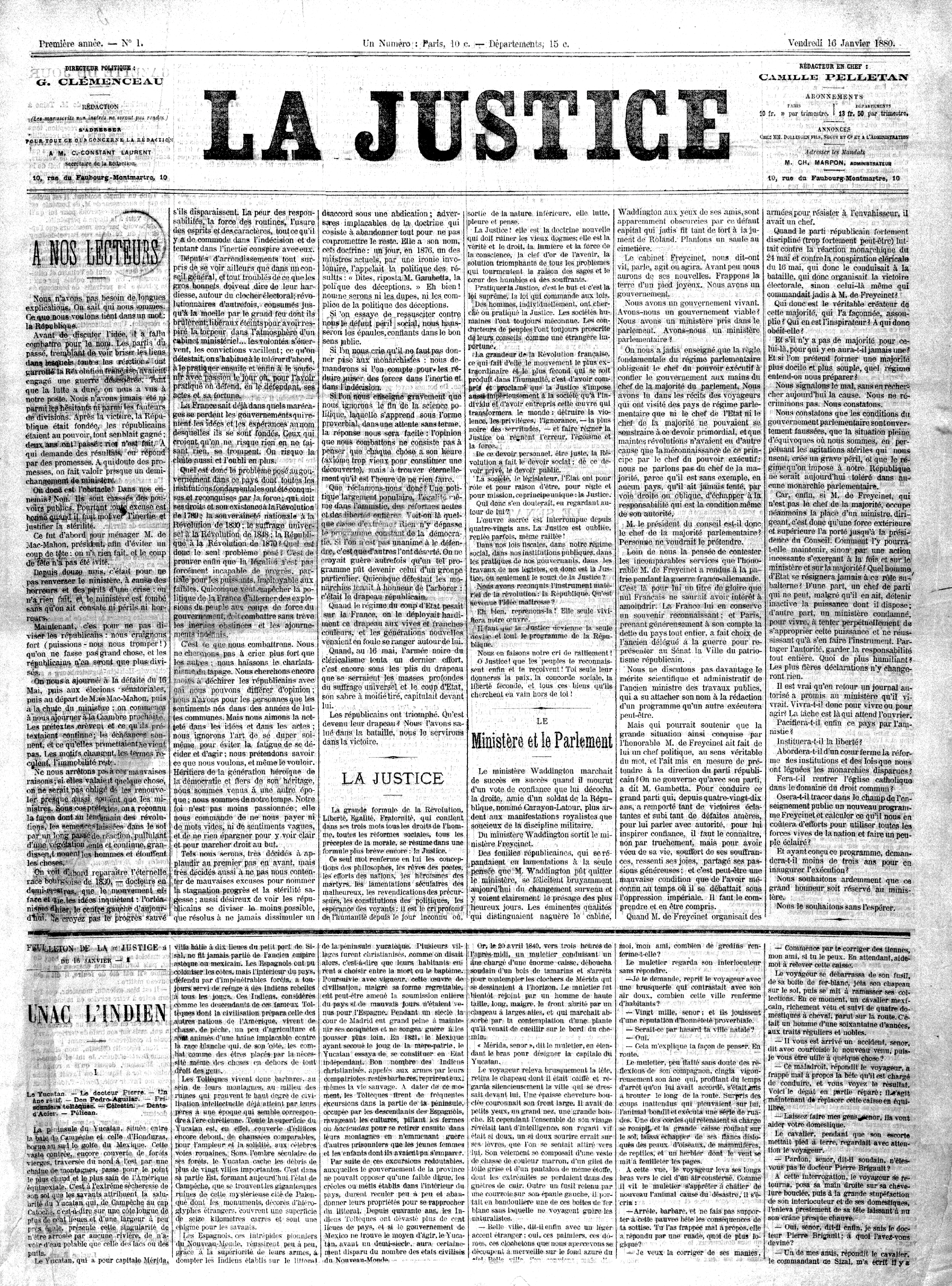
La Justice vom 16. Januar 1880

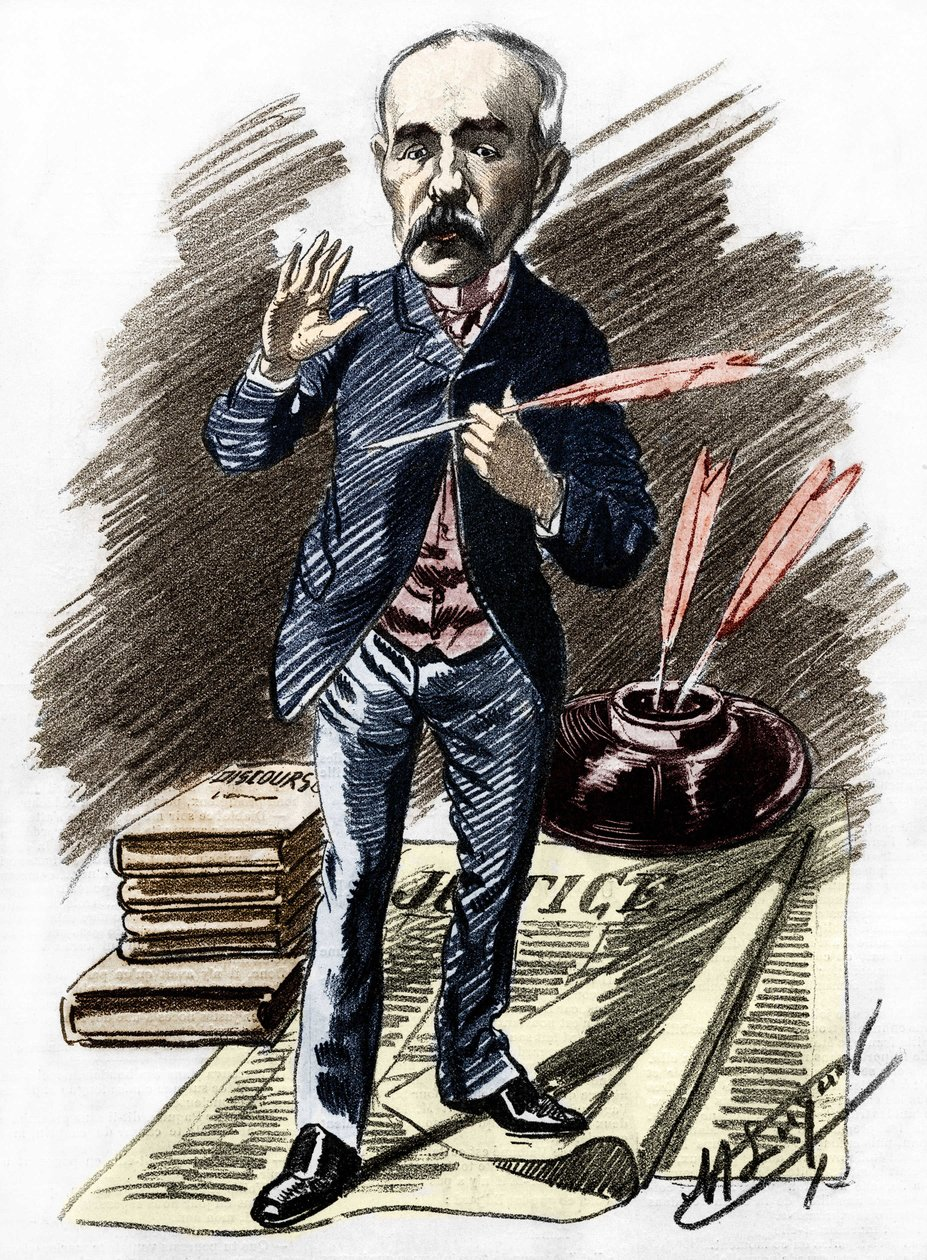
Manuel Luque - Georges Clemenceau

La Justice war eine französische Tageszeitung, die von 1880 bis 1940 erschien.

## Geschichte
La Justice wurde von Georges Clemenceau und Stephen Pichon gegründet. Clemenceau, ein Republikaner (später war er zweimal Ministerpräsident; Pichon war später Außenminister Frankreichs) war politischer Direktor (später auch Chefredakteur) des Blattes. Camille Pelletan (auch er ein späterer Minister), der vom Le Rappel kam, wurde Chefredakteur. Die erste Ausgabe erschien am 16. Januar 1880 mit der Erklärung: „Wir brauchen keine langen Erklärungen. Wir wissen, wer wir sind. Was wir wollen, lässt sich in einem Wort zusammenfassen: Die Republik.“
Die Zeitung hatte eine relativ geringe Auflage (ca. 10.000 Exemplare), fand aber in politischen Kreisen ein gewisses Publikum. Sie verbreitete Clemenceaus Reden in der Abgeordnetenkammer. Sie war schnell verschuldet, was dazu führte, dass der Amerikaner Cornelius Herz, der später in den Panama-Skandal verwickelt war, in das Kapital der Zeitung einstieg. Erst 1920 hatte Clemenceau die Schulden der Zeitung beglichen. Zunächst erschien die Zeitung täglich; später in einigen Jahren nur sporadisch.

## Politische Haltung
Die Zeitung wandte sich gegen die Regierung Freycinet und den republikanischen Opportunismus (Léon Gambetta und seine Verbündeten) und wurde so zusammen mit Henri Rocheforts L’Intransigeant, La Lanterne, Le Radical, Le Mot d’ordre, Le Rappel usw. zu einem der Organe der radikalen Bewegung. Im Jahr 1887 unterstützte die Tageszeitung im Gegensatz zu L’Intransigeant und La Lanterne den ehemaligen Minister und General Georges Boulanger jedoch nicht.
Am 7. Januar 1881 beschrieb Charles Longuet die Beerdigung von Auguste Blanqui als „eines der außergewöhnlichsten und bewegendsten Schauspiele, an denen wir je teilgenommen haben“.
Im Hinblick auf die Parlamentswahlen vom 21. August 1881 veröffentlichte La Justice eine Tabelle mit den wichtigsten Abstimmungen, in der angegeben war, welcher Abgeordnete  wie gestimmt hatte, damit die Leser ihre Stimme in Kenntnis der Sachlage abgeben konnten.

## Mitarbeiter
Außer den Gründern gehörten zu den Autoren der Zeitung u. a. Jules Roche, Gustave Geffroy, Charles Longuet, Alexandre Millerand, François-Alphonse Aulard, Aurélien Scholl, Jean Ajalbert und Clemenceaus Bruder Albert.